# Taxi (Bryan Ferry)
Taxi  è l'ottavo album di Bryan Ferry, pubblicato dalla Virgin Records nel marzo del 1993.
L'album si piazzò al numero due della classifica del Regno Unito.

## Tracce
1. I Put a Spell on You – 5:27 (Screamin' Jay Hawkins)
2. Will You Love Me Tomorrow – 4:17 (Gerry Goffin, Carole King)
3. Answer Me – 2:46 (Gerhard Winkler, Fred Rauch, Carl Sigman)
4. Just One Look – 3:32 (Doris Payne, Gregory Carroll)
5. Rescue Me – 3:40 (Raynard Miner, Carl Smith)
6. All Tomorrow's Parties – 5:33 (Lou Reed)
7. Girl of My Best Friend – 3:25 (Beverly Ross, Sam Bobrick)
8. Amazing Grace – 4:02 (Tradizionale, arrangiamento di Bryan Ferry)
9. Taxi – 5:31 (Homer Banks, Chuck Brooks)
10. Because You're Mine – 1:44 (Bryan Ferry)

Durata totale: 39:57
Edizione CD del 1993, pubblicato (solo in Giappone) dalla Virgin Japan Records (VJCP-28155)
1. I Put a Spell on You – 5:27 (Screamin' Jay Hawkins)
2. Will You Love Me Tomorrow – 4:16 (Gerry Goffin, Carole King)
3. Answer Me – 2:46 (Gerhard Winkler, Fred Rauch, Carl Sigman)
4. Just One Look – 3:32 (Doris Payne, Gregory Carroll)
5. Rescue Me – 3:40 (Raynard Miner, Carl Smith)
6. All Tomorrow's Parties – 5:32 (Lou Reed)
7. Girl of My Best Friend – 3:24 (Beverly Ross, Sam Bobrick)
8. Amazing Grace – 4:01 (Tradizionale, arrangiamento di Bryan Ferry)
9. Taxi – 5:30 (Homer Banks, Chuck Brooks)
10. Because You're Mine – 1:45 (Bryan Ferry)
11. Are You Lonesome Tonight? – 5:08 (Roy Turk, Lou Handman) – Bonus Track Only for Japan

Durata totale: 45:01

## Formazione
- Bryan Ferry - voce, pianoforte, organo Hammond, sintetizzatore
- Neil Hubbard - chitarra
- David Williams - chitarra
- Robin Trower - chitarra
- Chris Stainton - tastiera, organo Hammond
- Michael Brook - chitarra
- Greg Phillinganes - vibrafono, arpa, sintetizzatore
- David Sancious - organo Hammond
- Flaco Jiménez - fisarmonica
- Richard T. Norris - programmazione
- Neil Hubbard - chitarra
- Nathan East - basso
- Steve Ferrone - batteria
- Luis Jardim - percussioni
- Michael Giles - batteria
- Gail Ann Dorsey - basso
- Andy Newmark - batteria
- Mel Collins - sassofono tenore
- Maceo Parker - sax alto
- Andy Mackay - sax alto
- Carleen Anderson - cori

Note aggiuntive
- Bryan Ferry e Robin Trower - produttori
- Pre-produzione effettuata allo Studio One di Londra
- Richard T. Norris - ingegnere del suono
- Registrazioni effettuate al Matrix Studios di Londra, Inghilterra
- Sven Taits - ingegnere del suono
- Bob Ludwig - masterizzazione
- Mixaggio effettuato al Bearsville Studios di New York da Bob Clearmountain